# DAHLIA (노래)
〈DAHLIA〉는 엑스 재팬의 앨범 DAHLIA의 발매 이전 싱글로 발매되었다. 오리콘 싱글 차트 1위를 기록한다.
1994년 도쿄돔에서 열린 콘서트 <파란밤>에서 처음 연주 되었으나, 가사와 곡 후반부를 수정해 96년 발매하였다.

## 수록곡
1. DAHLIA (요시키 작사·곡)
2. Tears ('93 TOKYO DOME LIVE VERSION)(시라토리 히토미 & 요시키 작사, 요시키 작곡)